# Franjevački samostan u Grebenu
Franjevački samostan u Grebenu ili Franjevački samostan Krupa, rimokatolički samostan franjevaca koji se nalazi nešto niže od srednjovjekovnog utvrđenog grada Grebena. Samostanski kompleks imao je klaustar, hospicij i crkvu.

## Položaj
Nalazi se na lokalitetu Zidine, u selu Krupi na Vrbasu, poviše zapadne strane puta Banja Luka - Jajce. Lokalitet je na jajolikom uzvišenju.

## Povijest
Sagrađen sredinom srednjeg vijeka. Postojao kad i franjevački samostani u Jajcu i Jezeru. Smješten u Donjim krajima. Sredinom 13. stoljeća ovaj kraj pripada banu Matiju Ninoslavu, a početkom 14. stoljeća hrvatskim banovima Šubićima. Postojao još u 14. stoljeću (1375.). Pripadao Kustodiji grebenskoj u Bosanskoj vikariji. U 15. stoljeću nalazio se u herceštvu zemalja Hrvatinića. Neki ga zemljovidi netočno ne prikazuju na prikazima rimokatoličkih samostana u 15. stoljeću.  Od 14. do 16. st. u ovom je predjelu bilo više franjevačkih samostana: Bihać, Bijela Stijena, Bosanska Krupa, Greben (Krupa na Vrbasu), Kamengrad, Lijevče, Obrovac, Otoka i Zvečaj. Turskim osvajanjem ovih krajeva samostani su iščezavali, tako da nijedan nije preživio 16. stoljeće, a većina ih je porušena u prvoj polovici tog stoljeća. Osmanlije su grebenski samostan definitivno porušile nakon osvojenja. Stradava od 1527. godine.
Povijest položaja grada i samostana donio je Ljudevit Thallóczy u Povijest banovine, grada i varoši Jajca (Zagreb, 1916.), a o samostanskim ruševinama piše Ćiro Truhelka u Kraljevski grad Jajce (Sarajevo, 1904.). Veliki samostanski klaustar bio je napušten već 18. stoljeća. 1889. ruševine "namastira" su srušene a obnovljena pravoslavna crkva sv. Ilije na Vrbasu sagrađena na mjestu stare samostanske katoličke crkve. 1970. je godine ta crkva zaštićena kao "nekadašnja crkva franjevačkog samostana Krupa (Greben) na Vrbasu".
Samostanska crkva stilski je masivnih zidova, debelih 1,20 m, identičnih zidova broda, pravokutnog kora, svetište je pravokutno. U osnovi, kao iste takve katoličke crkve u Bobovcu, Kraljevoj Sutjesci, Olovu i Srebrenici. Svrstavamo ih u tzv. propovjedničke crkve. Samostanska crkva u Grebenu najveća je od svih rečenih. Istočni, apsidalni dio unutarnjeg kora ima očuvane ostatke kamene gotičke plastika. Analogne takve, vjerojatno iz iste radionice nalazimo u franjevačkoj crkvi sv. Ive u Podmilačju. Sjeverozapadni dio dvorišta ima substrukcije. Rasporedom zgrada izvodi se zaključak da je ovo bio srednjovjekovni samostanski objekt s klaustrom i hospicijem. U blizini crkve je nekropola stećaka.
J. Jelenić, M. Vego, B. Gavranović, Z. Kajmaković, I. Bojanovski, H. Šabanović identificirali su ovaj samostanski kompleks sa sjedištem Grebenske franjevačke kustodije i katoličkom bogoljom. Srpski autori su izvodili neutemeljene dokaze o pripadnosti pravoslavnoj crkvi kao "zadužbini Nemanjića".